# Luna Ki
Luna Ki   (Barcelona, 11 de febrer de 1999), nom artístic de Luna Górriz Vila, és una cantant catalana d'origen cubà de música urbana. Destaca per visibilitzar a consciència el col·lectiu LGBTI. La salut mental també té un paper important en la seva obra.
Ha col·laborat amb artistes com Lola Índigo, Babi i Kenya Racaile. Segons Billboard, Vogue i Metal, és pionera d'una generació musical amb un so nou. Sol dotar la seva música d'una temàtica i ambientació futurista. Entre d'altres, pren com a influències Ivy Queen, Michael Jackson, Lady Gaga, Britney Spears, Amy Winehouse i Kurt Cobain. Al llarg de la vida, s'ha involucrat en disciplines fora de la música, com ara el teatre, les arts plàstiques, el ballet i els esports.

## Trajectòria

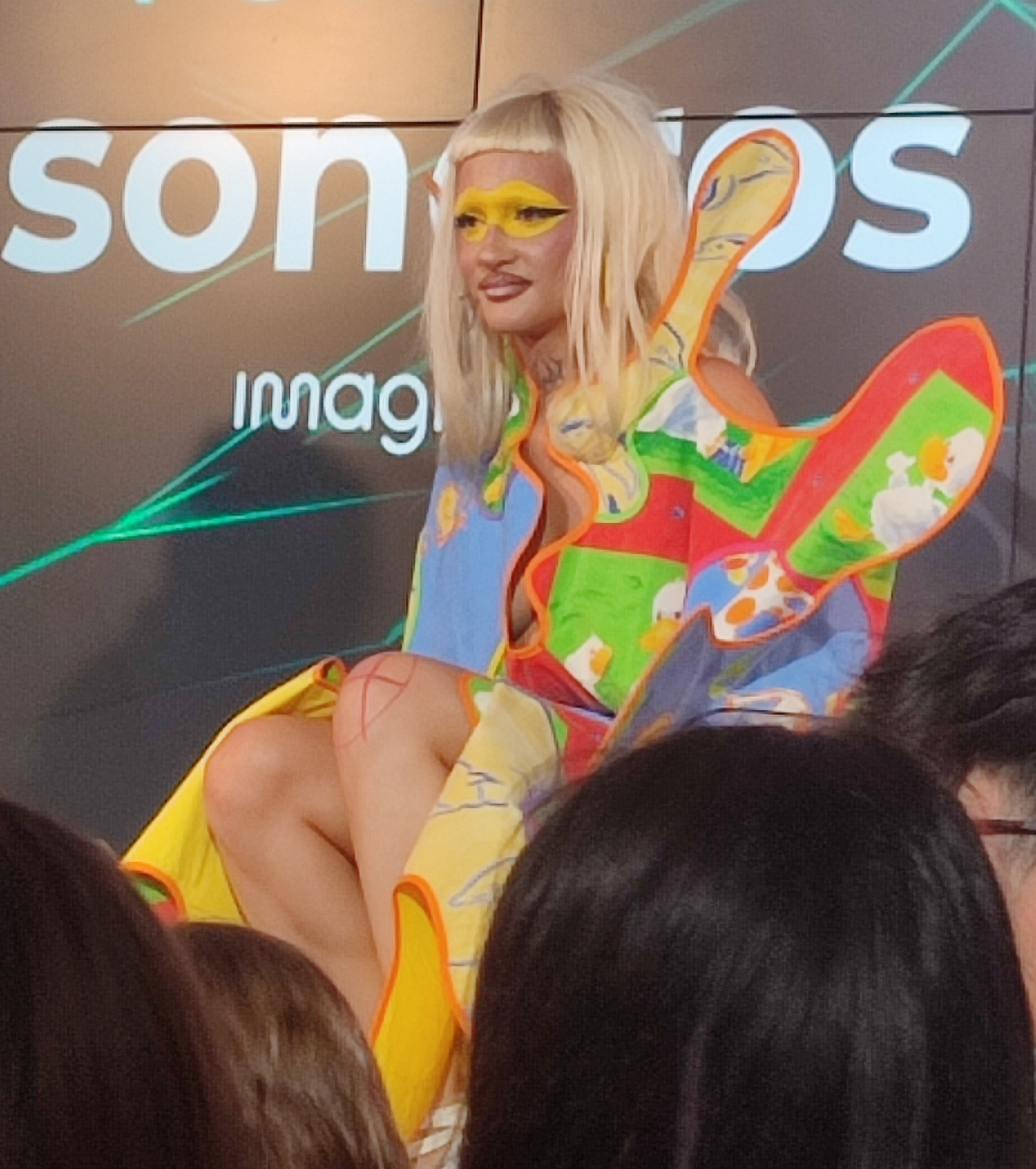
Luna Ki a l'ImaginCafé de Barcelona el 2023.

Havent cursat el batxillerat a l'Escola Massana i set anys al Conservatori del Liceu, el setembre del 2018 va anar a formar-se en moda a Madrid, però passat un temps va abandonar els estudis. Motivada per la mort per sobredosi del seu ídol Lil Peep el 2017, va decidir de llançar-se al món de la música. En aquella època, vivia en un soterrani amb Khaled del grup espanyol Pxxr Gvng en una mala situació econòmica, i punxava a la Discoteca Inferno. Així, el 2019 va saltar a la fama pel senzill Septiembre del seu EP de debut. Esty Quesada, amiga seva, va contribuir a la difusió del tema.
Malgrat que es va classificar per al Benidorm Fest el 2022 amb la cançó Voy a morir, va desistir de competir-hi perquè les bases d'Eurovisió presumptament prohibien l'ús de l'autotune. El mateix any, va publicar el seu primer àlbum, titulat CL34N, i va participar en l'Orgull de Barcelona acompanyada de Javiera Mena, La Zowi, WRS i Marta Sango, entre d'altres.

## Vida personal
S'identifica com una persona de gènere no-binari i queer. Rebutja d'etiquetar la seva orientació sexual.

## Discografia

### Àlbums
- CL34N (2022)

### EP
- Unknown, 2034 (2019)
- Generación de Cristal (2024)

### Senzills
- «Trance» (2019)
- «Idgaf» (2019)  (amb Kenya Recaile i Purple Beats)
- «Septiembre»(2020)
- «Buenos Días» (2020)
- «Rivotril» (2020) (amb Kenya Racaile i Leftee)
- «Por no estar» (2020)
- «Bolita» (2020) (amb Negro Dub)
- «GANADOR» (2020) (amb Negro Dub)
- «Dolphin» (2020) (amb Bejo)
- «Disney» (2021) (amb Babi)
- «FAKE» (2021)
- «Putón» (2021)
- «Voy a Morir» (2021)
- «Febrero» (2022)
- «Piketaison» (2022) (amb Lola Índigo)
- «Atake» (2022)
- «La Partida» (2023)
- «Play Doh» (2023) (amb Pablo Escobarras i Limabeatz)
- «Ya no late» (2023)  (amb Lennis Rodrigues)
- «Par de vistos» (2023)  (amb Lennis Rodrigues)
- «Enero» (2024)
- «Cuatro Bodas» (2024)

## Gires
- 2034 Tour (2020)
- CL34N TOUR (2022-2023)